# Cosmosoma tigris
Cosmosoma tigris là một loài bướm đêm thuộc phân họ Arctiinae, họ Erebidae.